# 1元人民币
人民币1元，最早发行于1949年1月10日。
人民币在第一套至第五套人民币中均有发行，其中由于第一套人民币与第二套人民币是以1:10000的比率进行的兑换，故第一套人民币中1元的币值与之后四套的币值不等。

## 发行历史
1元人民币一共出现过十种版别，其中第一套人民币2种、第二套2种、第三套1种、第四套3种、第五套2种。

### 第一套人民币
第一套人民币共发行有两个版本，第一种发行于1949年1月10日，正面为工人农民图，蓝色调；背面图案为花符，粉色调。第二种版本发行于1949年8月，正面为工厂图，紫色调；背面图案为花球，紫色调。
由于第一套人民币1元券发行时尚处于第二次国共内战时期，中华人民共和国并未正式成立，故钞票上仍旧同时采用公历纪年与民国纪年。
两个版本的1元券均在1955年5月10日停止流通。

### 第二套人民币
第二套人民币的1元券最初发行于1955年3月1日，正面图景为天安门，背面为国徽图案以及“中国人民银行壹圆”的汉（繁体）蒙藏维四种文字。钞票整体为红色，采用凹印图面配胶印底纹，其中胶印八色、凹印二色，钞纸采用空心五角星水印。此版本1元券自1969年10月20日起银行只收不付，并于1998年12月31日起正式停止流通。
由于红色的1元券在面世4个月以后即因油墨的问题产生了严重的脱色现象
，故中国人民银行在1961年3月25日重新设计发行了黑色的1元纸币。
1956年版1元纸币仍旧采用天安门作为主景，但是从外观上去掉了八盏灯笼，并加上了“中华人民共和国万岁”与“世界人民大团结万岁”两行标语。纸币背面图案为国徽及“中国人民银行壹圆”的汉（繁体）蒙藏维四种文字，蓝黑色调；钞纸使用空心五角星水印。此版本1元券自1973年8月15日起银行只收不付，并于1998年12月31日起正式停止流通。
由于毛泽东本人不同意将自己的头像印上人民币，故两个版本中的天安门城楼图景中没有悬挂毛泽东画像。

### 第三套人民币
第三套人民币1元券发行于1969年10月20日，正面图景为女拖拉机手梁军，背面图景为国徽和天山放牧图。钞票整体颜色为黑、黄、红、蓝，采用正反双面凹印。钞纸水印分为古钱五角星水印与五角星水印两种。此版本自1996年3月1日开始只收不付，并于2000年7月1日停止流通。

### 第四套人民币
第四套人民币1元券最初发行于1988年5月10日，正面图景为侗族（该头像原型是一名石姓女子）、瑶族人物头像，背面图景为长城，钞票整体为红色色调，钞纸为古币水印。
在钞票最初发行的1980版采用双面凹印，之后的1995年3月1日发行的1990版图案颜色基本与1980年版相同，但背面的印刷方式改为了胶印，同时正面底纹由粉红、黄双色改为了单一的粉红色。1997年4月1日又发行了1996版1元券，正反面均采用胶印技术，同时图景中的梅花图案由紫色改为了金色，钞纸改为带有国旗五角星水印荧光纤维的钞纸。
目前第四版人民币的1元券在流通中还有少量可以见到，但其数量仍在不断减少。2018年3月22日，中国人民银行发布公告，第四套1元人民币纸币从2018年5月1日起停止流通。

### 第五套人民币
第五套人民币的1元券发行于2004年7月30日。正面图景为毛泽东头像，背面为杭州西湖三潭印月图。钞票正面采用凹印技术，背面为胶印，钞纸带有兰花固定水印，年号为1999年。
由于该版本的1元券发行时间较晚，故在风格是更贴近于之后发行的2005年版第五套人民币。具体包括：采用了圆圈星座防伪技术、凹印手感线，以及背面面额边增加“圆”汉语拼音“YUAN”等。
1元券的冠号排列方式分为两种。最初为两字母加八位数字的AA00000000形式，在2010年年初由于原有冠号排列方式的纸币发行完毕，故开始发行带有“字母+数字+字母+7位数字”即A0A0000000形式的纸币。目前，两种编号形式的纸币都在流通。
2019年4月29日，中国人民银行宣布将于2019年8月30日发行2019年版第五套人民币的1元券，与1999版相比，其规格、主图案、主色调、“中国人民银行”行名、国徽、盲文面额标记、汉语拼音行名、民族文字等要素不变；提高了票面色彩鲜亮度，优化了票面结构层次与效果，提升了整体防伪性能，细节如下：
- 正面中部调整中部面额数字“1”的样式；调整了中部装饰团花的样式
- 正面左侧增加面额数字白水印；左侧增加装饰纹样；调整左侧横号码的样式；取消左下角装饰纹样
- 正面右侧调整毛泽东头像的样式；取消右侧凹印手感线；取消了票面右上角的隐形面额数字
- 背面调整主景三潭印月的样式；调整面额数字“1”的样式；取消右下角局部圆圈星座防伪技术图案；减少了票面左右两侧边部胶印图纹适当留白；年号改为“2019年”